# دوري منطقة القاهرة 1950–51
دوري منطقة القاهرة 1950–51 هو النسخة التاسعة والعشرون (29) من دوري منطقة القاهرة، وهو الدوري الأول في تاريخ مصر. نادي فاروق (نادي الزمالك حاليًا) هو حامل لقب البطولة، لعبت البطولة بفرق الشباب.